# Pere de Montcada i de Montcada
Pere de Montcada del llinatge dels Montcada marquesos d'Aitona fou breument bisbe de Girona el 1621 any en què morí.